# Folkdräkter från Jämtland

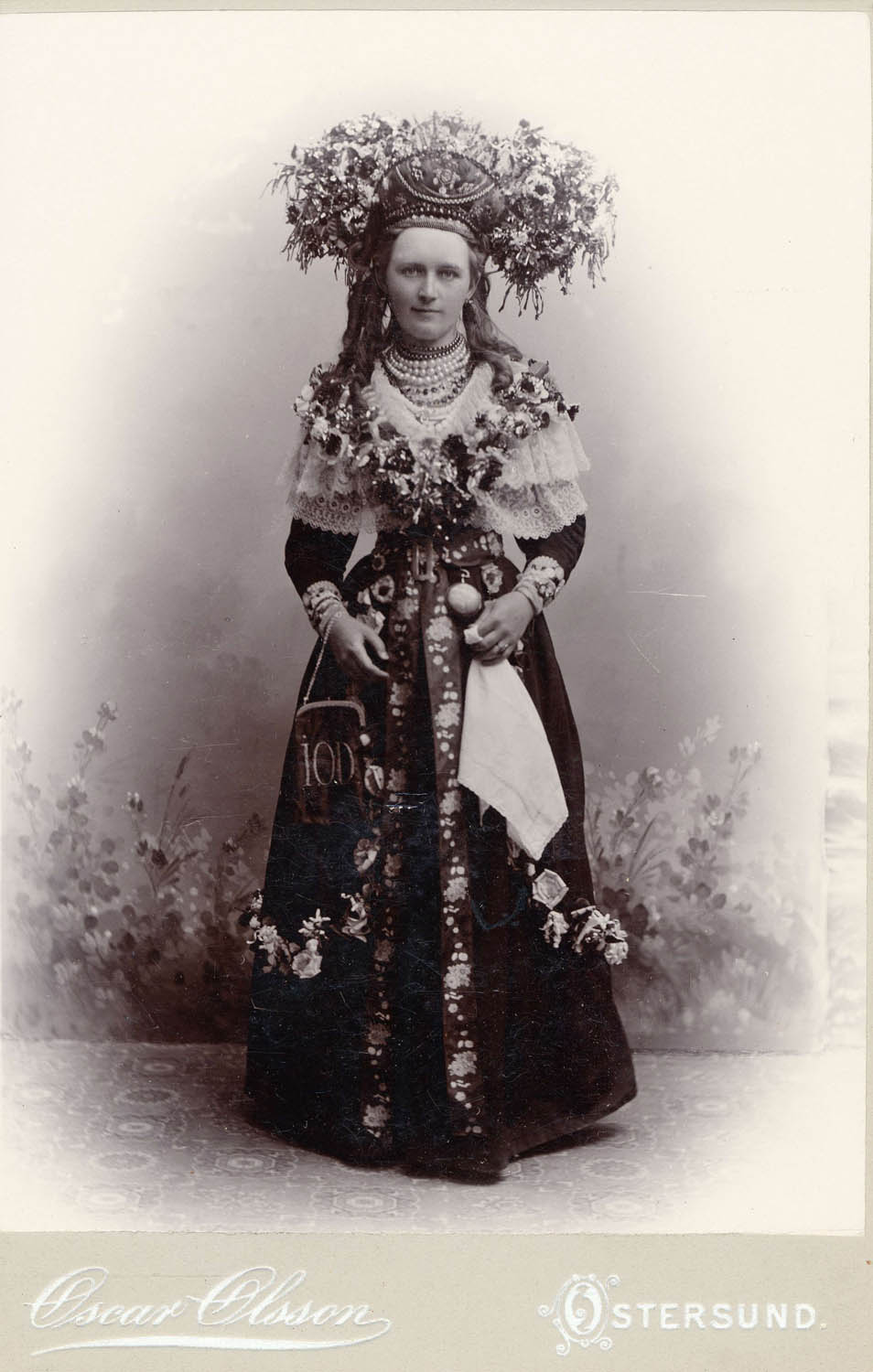
Jämtländsk brud - Nordiska Museet - NMA.0042946

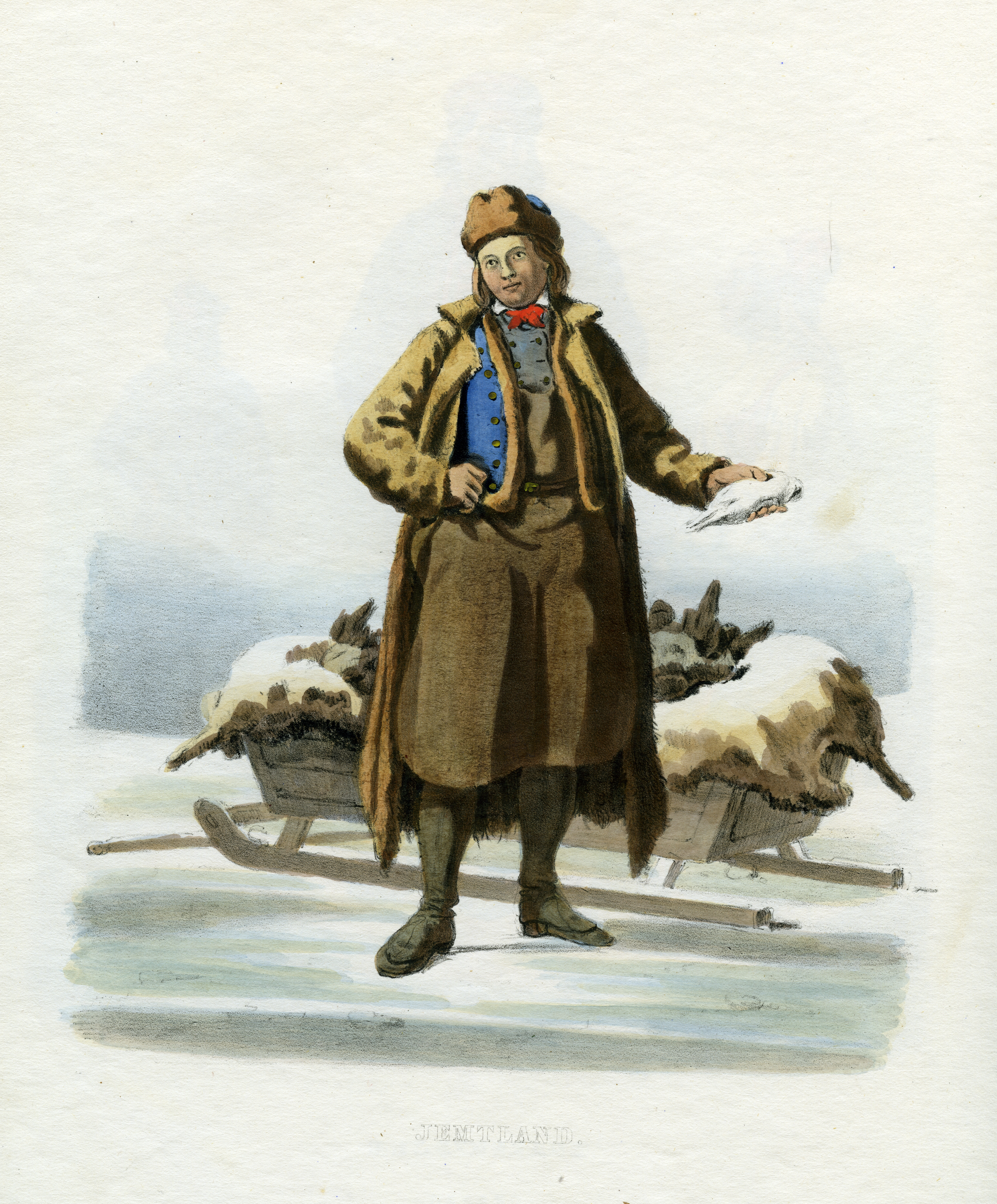
Dahlström (1863) pl013 Jämtland

Det här är en förteckning över folkdräkter från Jämtland. Jämtland har 67 dräkter, 52 kvinnodräkter och 15 mansdräkter. Detta inkluderar två samiska dräkter, en kvinnodräkt och en mansdräkt.
I tabellen nedan ses en förteckning över de 67 jämtländska folkdräkterna. I tabellen ses var dräkten kommer ifrån, om det är en kvinno- eller mansdräkt, om den är dokumenterad, rekonstruerad eller komponerad, när den återupptogs i bruk, om det finns varianter samt ytterplagg. Tabellen bygger på Ulla Centergrans inventering av folkdräkter i Sverige 1988-1993, som publicerades i bokform av Nämnden för hemslöjdsfrågor och LRF:s kulturråd 1993. Syftet var att underlätta för den som ville skaffa sig en egen dräkt att lättare få en överblick över de som fanns. 
Då landskaps- och länsgränser inte sammanfaller anges län i tabellen.
| Län           | Dräkt                               | Kön    | Ursprung      | Återupptogs                | Finns varianter | Ytterplagg  | Källa |
| Jämtlands län | Alanäset                            | Kvinna | Komponerad    | 1934                       |                 |             | [ 1 ] |
| Jämtlands län | Alsen                               | Kvinna | Rekonstruerad | 1934, omarbetad 1984       |                 | Storsjal    | [ 1 ] |
| Jämtlands län | Aspås                               | Kvinna | Komponerad    | 1934                       |                 |             | [ 1 ] |
| Jämtlands län | Berg                                | Kvinna | Komponerad    | 1934                       |                 |             | [ 1 ] |
| Jämtlands län | Birkadräkten                        | Kvinna | Komponerad    | 1905                       |                 |             | [ 1 ] |
| Jämtlands län | Bodsjö-Bensjö                       | Kvinna | Komponerad    | 1934                       |                 |             | [ 1 ] |
| Jämtlands län | Borgvattnet                         | Kvinna | Komponerad    | 1934                       |                 |             | [ 1 ] |
| Jämtlands län | Brunflo                             | Kvinna | Komponerad    | 1934                       |                 |             | [ 1 ] |
| Jämtlands län | Bräcke                              | Kvinna | Komponerad    | 1934                       |                 |             | [ 1 ] |
| Jämtlands län | Fors                                | Kvinna | Komponerad    | 1934                       |                 |             | [ 1 ] |
| Jämtlands län | Frostviken                          | Kvinna | Komponerad    | 1934                       |                 |             | [ 1 ] |
| Jämtlands län | Frösön                              | Kvinna | Komponerad    | 1934                       |                 |             | [ 1 ] |
| Jämtlands län | Föllinge                            | Kvinna | Komponerad    | 1934                       |                 |             | [ 1 ] |
| Jämtlands län | Föllinge                            | Man    | Komponerad    | 1980-talet                 |                 |             | [ 1 ] |
| Jämtlands län | Hackås                              | Kvinna | Komponerad    | 1934                       |                 |             | [ 1 ] |
| Jämtlands län | Hallen                              | Kvinna | Komponerad    | 1934                       |                 |             | [ 1 ] |
| Jämtlands län | Hallen                              | Man    | Komponerad    | 1980                       |                 |             | [ 1 ] |
| Jämtlands län | Hammerdal                           | Kvinna | Komponerad    | 1934                       |                 |             | [ 1 ] |
| Jämtlands län | Hammerdal                           | Kvinna | Dokumenterad  | 1960-talet                 | Ja              | Tröja       | [ 1 ] |
| Jämtlands län | Hammerdal                           | Man    | Rekonstruerad | 1960-talet                 |                 | Tröja       | [ 1 ] |
| Jämtlands län | Hotagen                             | Kvinna | Komponerad    | 1934                       |                 |             | [ 1 ] |
| Jämtlands län | Håsjö                               | Kvinna | Komponerad    | 1934                       |                 |             | [ 1 ] |
| Jämtlands län | Häggenås                            | Kvinna | Komponerad    | 1934                       |                 |             | [ 1 ] |
| Jämtlands län | Häggenås                            | Man    | Komponerad    | 1934                       |                 |             | [ 1 ] |
| Jämtlands län | Hällesjö                            | Kvinna | Komponerad    | 1934                       |                 |             | [ 1 ] |
| Jämtlands län | Kall                                | Kvinna | Komponerad    | 1934                       |                 |             | [ 1 ] |
| Jämtlands län | Klövsjö                             | Kvinna | Rekonstruerad | 1934                       | Ja              | Tröja m.m.  | [ 1 ] |
| Jämtlands län | Klövsjö                             | Man    | Rekonstruerad | 1970-talet                 |                 | Tröja m.m.  | [ 1 ] |
| Jämtlands län | Kyrkås                              | Kvinna | Komponerad    | 1934                       |                 |             | [ 1 ] |
| Jämtlands län | Kyrkås                              | Man    | Komponerad    | 1970-talet                 |                 |             | [ 1 ] |
| Jämtlands län | Laxsjö                              | Kvinna | Komponerad    | 1934                       |                 |             | [ 1 ] |
| Jämtlands län | Lit                                 | Kvinna | Komponerad    | 1934                       |                 |             | [ 1 ] |
| Jämtlands län | Lockne                              | Kvinna | Komponerad    | 1934                       |                 |             | [ 1 ] |
| Jämtlands län | Lockne                              | Man    | Komponerad    | 1980-talet                 |                 |             | [ 1 ] |
| Jämtlands län | Marby                               | Kvinna | Komponerad    | 1934                       |                 |             | [ 1 ] |
| Jämtlands län | Marieby                             | Kvinna | Komponerad    | 1934                       |                 |             | [ 1 ] |
| Jämtlands län | Mattmar                             | Kvinna | Komponerad    | 1934                       |                 |             | [ 1 ] |
| Jämtlands län | Mattmar                             | Man    | Komponerad    | 1934                       |                 |             | [ 1 ] |
| Jämtlands län | Myssjö                              | Kvinna | Komponerad    | 1934                       |                 | Tröja       | [ 1 ] |
| Jämtlands län | Mörsil                              | Kvinna | Komponerad    | 1934                       |                 |             | [ 1 ] |
| Jämtlands län | Mörsil                              | Man    | Komponerad    | 1934                       |                 |             | [ 1 ] |
| Jämtlands län | Norderö                             | Kvinna | Komponerad    | 1934                       |                 |             | [ 1 ] |
| Jämtlands län | Nyhem                               | Kvinna | Komponerad    | 1934                       |                 |             | [ 1 ] |
| Jämtlands län | Näs                                 | Kvinna | Komponerad    | 1934                       |                 |             | [ 1 ] |
| Jämtlands län | Näskott                             | Kvinna | Komponerad    | 1934                       |                 |             | [ 1 ] |
| Jämtlands län | Offerdal                            | Kvinna | Rekonstruerad | 1934, omarbetad 1960-talet | Ja              | Tröja, päls | [ 1 ] |
| Jämtlands län | Oviken                              | Kvinna | Komponerad    | 1934, omarbetad 1960-talet | Ja              | Skinnrock   | [ 1 ] |
| Jämtlands län | Ragunda                             | Kvinna | Komponerad    | 1934                       |                 |             | [ 1 ] |
| Jämtlands län | Revsund                             | Kvinna | Rekonstruerad | 1934                       |                 |             | [ 1 ] |
| Jämtlands län | Revsund                             | Man    | Rekonstruerad | 1934                       |                 | Tröja       | [ 1 ] |
| Jämtlands län | Rätan                               | Kvinna | Komponerad    | 1934                       |                 |             | [ 1 ] |
| Jämtlands län | Rödön                               | Kvinna | Komponerad    | 1934                       |                 |             | [ 1 ] |
| Jämtlands län | Rödön                               | Man    | Dokumenterad  | 1947                       |                 | Tröja       | [ 1 ] |
| Jämtlands län | Ström                               | Kvinna | Komponerad    | 1934                       |                 |             | [ 1 ] |
| Jämtlands län | Stugun                              | Kvinna | Komponerad    | 1934                       |                 |             | [ 1 ] |
| Jämtlands län | Sundsjö                             | Kvinna | Komponerad    | 1934                       |                 |             | [ 1 ] |
| Jämtlands län | Sunne                               | Kvinna | Rekonstruerad | 1934                       |                 |             | [ 1 ] |
| Jämtlands län | Sunne                               | Man    | Rekonstruerad | 1934                       |                 | Tröja       | [ 1 ] |
| Jämtlands län | Undersåker                          | Kvinna | Komponerad    | 1934                       |                 |             | [ 1 ] |
| Jämtlands län | Utanede                             | Kvinna | Rekonstruerad | 1982                       | Ja              |             | [ 1 ] |
| Jämtlands län | Utanede                             | Man    | Rekonstruerad | 1983                       |                 |             | [ 1 ] |
| Jämtlands län | Åre                                 | Kvinna | Komponerad    | 1934                       |                 |             | [ 1 ] |
| Jämtlands län | Ås                                  | Kvinna | Komponerad    | 1934                       |                 |             | [ 1 ] |
| Jämtlands län | Åsarna                              | Kvinna | Komponerad    | 1934                       |                 |             | [ 1 ] |
| Jämtlands län | Vardagsdräkt (hela Jämtland)        | Kvinna | Rekonstruerad | 1972                       | Ja              | Storsjal    | [ 1 ] |
| Jämtlands län | Klänning, från 1840 (hela Jämtland) | Kvinna | Dokumenterad  | 1991                       | Ja              |             | [ 1 ] |
| Jämtlands län | Jämtland samedräkt                  | Kvinna | Dokumenterad  |                            |                 |             | [ 1 ] |
| Jämtlands län | Jämtland samedräkt                  | Man    | Dokumenterad  |                            |                 |             | [ 1 ] |